# Monica Arnold
Monica Denise Arnold, művésznevén Monica (Atlanta, 1980. október 24. –) amerikai R&B-énekesnő. Első lemeze 1995-ben jelent meg a Dallas Austin vezette Rowdy Recordsnál. Ő lett a legfiatalabb énekes, akinek egymás után két listavezető száma lett az amerikai Billboard Hot R&B/Hip-Hop Songs slágerlistán. Legnagyobb sikerét a The Boy Is Mine című dallal aratta, ami duett Brandyvel (1998). Ezután slágerek sorozatával erősítette meg pozícióját a kilencvenes évek végének egyik legsikeresebb R&B-előadójaként.
A 2000-es évek elején népszerűsége csökkenni kezdett, és magánéletében is egymást követték a válságok; barátja öngyilkos lett, korábbi vőlegényével nehéz kapcsolata volt, harmadik albumának megjelenése késett. 2003-ban megjelent After the Storm című albumával és hatodik listavezető számával, a So Gone-nal visszatért az élvonalba.

## Élete

### Korai évek
Monica a Georgia állambeli Atlanta egyik külvárosában, College Parkban született Marilyn Best templomi kórista, a Delta Air Lines munkatársa és M.C. Arnold Jr. műszerész elsőszülött gyermekeként. Van egy öccse, Montez (sz. 1983) és édesanyja révén két fiú féltestvére, Tron és Cypress. Szülei 1984-ben különköltöztek és 1987-ben elváltak. Unokatestvére Christopher Brian Bridges, aki Ludacris művésznéven rapper.
Monica már kétéves korától rendszeresen énekelt nyilvánosan a helyi metodista templomban. Szülei válása után szerény körülmények közt nőtt fel. Tízévesen már a Charles Thompson and the Majestics tizenkéttagú gospelkórus tagja volt. Tehetségkutatókon is gyakran fellépett, kamaszkorában több mint húsz ilyen rendezvényen nyert.

### 1991–1997: Karrierjének kezdete
1991-ben a tizenegy éves Monicát felfedezte Dallas Austin lemezproducer, szerződést ajánlott neki, és Queen Latifah-t kérte fel a lány első menedzserének. Nem sokkal később megkezdődtek a munkálatok Monica első, Miss Thang című albumán.
Több év munka után, 1995. július 18-án az album, melynek producerei közt ott található Daryl Simmons, Tim & Bob és Soulshock & Karlin, megjelent. Az amerikai Billboard 200 slágerlistán csak a 36. helyen nyitott, hamarosan háromszoros platinalemez lett, nem utolsósorban kislemezei, a Don’t Take It Personal (Just One of Dem Days) és a dupla A oldalas Before You Walk Out of My Life/Like This and Like That miatt, melyek mind a top 10-be kerültek a Billboard Hot 100-on és listavezetők lettek a Hot R&B/Hip-Hop Songs slágerlistán. Utóbbin Monica a legfiatalabb, akinek egymás után két listavezető dala volt.
Az albumról még egy dupla A oldalas top 10 kislemez megjelent, a Why I Love You So Much/Ain't Nobody, utóbbi dal az albumon nem szerepel, csak a Bölcsek kövére című film filmzenealbumán. Ez segített fenntartani Monica népszerűségét 1996-ban is, amikor közös turnéra indult a TLC-vel és Bone Thugs-N-Harmonyval.

### 1998–2000: Világsiker
Monica 1997-ben, 16 évesen elvégezte a középiskolát és átszerződött az Arista Records lemezkiadóhoz. Következő top 10 slágere a Space Jam film betétdala volt, a Diane Warren által írt For You I Will.
Az ezt követő évben jelent meg Brandyvel énekelt duettje, a The Boy Is Mine. A dal, melynek producere Rodney Jerkins volt, mindkét énekesnő második albumának első kislemezeként jelent meg 1998 májusában. A két énekes rivalizálásáról szóló pletykáknak is köszönhetően a dal nagy népszerűségre tett szert, és Amerikában 1998 legnagyobb slágerévé vált, tizenhárom hetet töltött a Billboard Hot 100 kislemezslágerlista első helyén és többszörös platinalemez lett. Jelenleg is szerepel az első húsz legsikeresebb amerikai kislemez közt (a Billboard listákon aratott sikerét számítva).
Jermaine Dupri, David Foster és Dallas Austin közreműködésével még ebben az évben megjelent Monica második és világszerte mindmáig legsikeresebb albuma, a The Boy Is Mine. Az albumról még két listavezető dal született, a The First Night és az Angel of Mine, utóbbi az Eternal együttes 1997-es dalának feldolgozása. Az albumon szerepel még két feldolgozás, Dorothy Moore Misty Blue és Richard Marx Right Here Waiting című daláé. Utóbbi kislemezen is megjelent. Az albumot a Rolling Stone Magazine kritikájában Mary J. Blige és Toni Braxton albumaihoz hasonlítja, az AllMusic kritikája szerint pedig a The Boy Is Mine „ellenállhatatlan hangzásvilágú, hibátlanul elkészített […] olyan jó, amennyire R&B csak lehet 1998-ban.”
Az album utolsó kislemezének megjelenése után Monica filmek betétdalait énekelte: 2000-ben a Big Momma's House főcímdalaként megjelent I've Got to Have It című dalon dolgozott Jermaine Dupri és Nas közreműködésével (a dal kisebb sikert aratott), egy évvel később pedig a Just Another Girlt énekelte fel a Down to Earth című filmhez. Ez a dal sikeresebb lett, mint elődje, de nem került az első ötvenbe a Hot 100 slágerlistán.
Monicát a színészet is érdekelni kezdte, 2000-ben a Love Songban és a Boys and Girlsben is szerepelt.

### 2001–2004:All Eyez on MeésAfter the Storm
Monica karrierjében 2001 és 2003 közt hullámvölgy következett. Az énekesnő magánéleti válságokkal küszködött; korábbi vőlegényével, Corey „C-Murder” Millerrel viharos kapcsolata volt, barátja, Jarvis „Knot” Weems drogdíler pedig 2000. július 18-án Monica szeme láttára lőtte agyon magát testvére, az 1998-ban autóbalesetben meghalt Troy sírjánál. Monica hónapokon át depresszióval küzdött, melyet szülei támogatása enyhített.
A média által részletesen tárgyalt megpróbáltatásait Monica egy új album dalaiban próbálta feldolgozni. Az All Eyez on Me az énekesnő első albuma volt mentora, Clive Davis újonnan alapított, J Records nevű lemezcégénél. Monica azt nyilatkozta, személyes jellegű albumot akar készíteni, nemcsak olyat, amire táncolni lehet, ennek ellenére az album első kislemeze épp egy ilyen táncos dal, az All Eyez on Me lett. A dalnak, mely Michael Jackson P.Y.T. (Pretty Young Thing) című dalán alapul, Rodney Jerkins volt a producere, de a listákon csak kisebb sikert aratott, a második kislemez, a Too Hood szintén, és az album megjelenését több alkalommal is elhalasztották. Monica később azt mondta, nem hiszi, hogy az emberek ilyen vidám hangvételű dalokat vártak tőle, miután tudtak magánéleti problémáiról. Az album kiszivárgott az internetre, kereskedelmi forgalomban végül csak Japánban jelent meg. A kiadó arra kérte Monicát, más producerekkel dolgozza át az albumot. Kanye West, Jazze Pha, Andre „mrDEYO” Deyo, Bam & Ryan producerek, valamint a Duprit executive producerként felváltó Missy Elliott segítségével elkészült az After the Storm, melyre néhány szám átkerült az All Eyez on Me-ről.
Az album, mely 2003. június 17-én jelent meg, a Billboard Top R&B/Hip-Hop albums slágerlista második és a hivatalos Billboard 200 lista első helyén nyitott az első héten eladott 186 000 példánnyal; Monica első és máig egyetlen listavezető albuma. Az After the Storm végül aranylemez lett, az USA-ban körülbelül egymillió példányban kelt el. Az album kritikai fogadtatása is kedvező volt; az Allmusic méltatása szerint „magabiztosságával és fejlődésével képes megtartani Monica régebbi rajongóit, de megvan benne a lehetőség, hogy R&B- és hiphoprajongók még szélesebb körét vonzza.” Az első kislemez, a So Gone Monica egyik legnagyobb sikere lett, a Billboard Hot 100-on az énekesnő első top 10 dala az 1999-ben megjelent Angel of Mine óta; a Billboard R&B/Hip-Hop Tracks és a Hot Dance Club Play slágerlistákon az első helyre került.

### 2005–2007:The Makings of Me
Monica felújította évek óta kisebb-nagyobb megszakításokkal tartó kapcsolatát a Rowdy Records egyik alapítójával, Rodney „Rocko” Hill, Jr. rapperrel, és 2005. május 21-én megszületett fiuk, Rodney Ramone Hill III, becenevén Lil Rocko. Az énekesnő következő stúdióalbuma, a The Makings of Me 2006. október 3-án jelent meg az USA-ban. Az album Curtis Mayfield The Makings of You című daláról kapta a nevét; a dalból Monica egy részletet is felhasznál az album második kislemezdalában (A Dozen Roses (You Remind Me). Az albumon Missy Elliott, Jermaine Dupri és Bryan Michael Cox is közreműködött. Az albumot Monica eddigi legérettebb és legsokoldalúbb alkotásának tartotta. Az album a Billboard Top R&B/Hip-Hop albumslágerlista 1. és a Billboard 200 lista 8. helyén nyitott, az első héten közepesen jónak mondható 92 935 példányban kelt el, napjainkig pedig 270 000 példányban (csak az USA-ban), amivel ez Monica legkevésbé sikeres albuma. Az album kislemezei nem arattak különösebb sikert.

### Jelenleg
Monica és Rodney Hill 2007 karácsonyestéjén eljegyezték egymást. 2008. január 8-án megszületett második fiuk, Romello Montez.
2007 októberében Monica megújította szerződését a J Recordsszal és jelenleg új, Still Standing című albumán dolgozik. Az album megjelenését 2008 decemberére tervezték, jelenlegi kitűzött megjelenési dátuma 2009. december 8. Monica szeretne ezzel az albummal visszatérni a gyökereihez, az olyan dalokhoz, mint a Why I Love You So Much vagy az Angel of Mine. Bár a Peachtree TV-n bemutatott Monica: The Single valóságshow célja az album első kislemezének kiválasztása volt, még nem került sor a kislemezdal kiválasztására; Monica és kiadója nem értenek egyet abban, hogy a listákra már felkerült Still Standing legyen az első kislemez.

## Diszkográfia
Albumok
- Miss Thang (1995)
- The Boy Is Mine (1998)
- All Eyez on Me (2002)
- After the Storm (2003)
- The Makings of Me (2006)
- Still Standing (2010)

## Filmográfia

### Filmek
- Pasik és csajok (2000) – Katie
- ATL (2006) – pincérnő

### Televíziós szereplések
- Living Single (1 epizód, 1996) – Marissa
- New York Undercover (1 epizód, 1996) – saját maga
- Beverly Hills 90210 (2 epizód, 1997-1999) – saját maga
- Love Song (2000) – Camille Livingston
- Felicity (1 epizód, 2001) – Sarah Robinson
- American Dreams (1 epizód, 2003) – Mary Wells